# Дама-Алі
Дама-Алі (англ. Mount Dama Ali) — щитовий вулкан шириною 25 км, розташований в Ефіопії на березі озера Аббе

## Виноски
1. 1 2  Global volcanism program. Архів оригіналу за 20 вересня 2011. Процитовано 14 жовтня 2011.